# Henry William Banks Davis

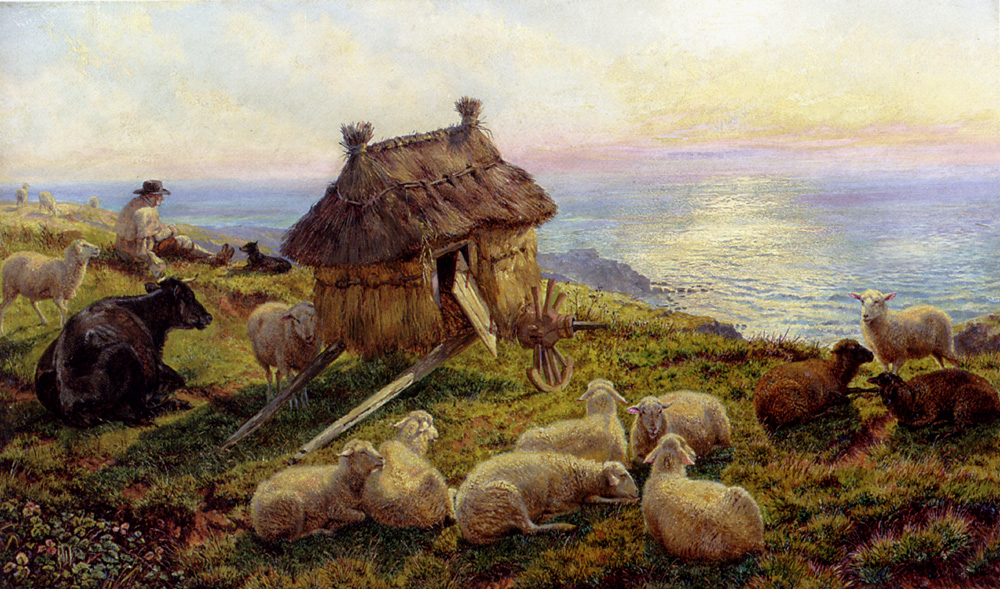
On The Cliffs, Picardy.

Henry William Banks Davis (1833-1914) fue un pintor y académico inglés, cultivó el paisajismo y el Art Nouveau, conocido por sus óleos con escenas pastoriles y paisajes con ganado.
Estudió en la Royal Academy, de la que se convertirá en asociado en 1873 y en académico en 1877. Fue premiado por esta institución obteniendo dos medallas de plata.

## Obras
Algunos de los títulos de sus cuadros son:
- A shady spot on a summers day (Lugar sombreado en un día de verano).
- A spring morning, 1866.
- An Orchard in Wales.
- Approaching Night, 1899.
- En los acantilados, Picardía.
- Foxhounds in a Landscape.
- Gathering the flocks, Loch Maree, 1883.
- Landscape.
- Orchard with sheep in spring (in Wales).
- Portrait of a Jack Russell Terrier (in Regency Interior).
- Returning to the Fold, 1880.
- Studies of a Welsh Cobb.
- Sunset over a Landscape.
- Towards Evening in the Forest.
- Wooded River Landscape with Cattle Watering.

Sus pinturas, Returning to the Fold de 1880, y Approaching Night de 1899, adquiridas por la Chantrey Fund Collection, se encuentran en la National Gallery of British Art (Tate Gallery).

## Fuente
- Datos: Q5399743
- Multimedia: Henry William Banks Davis / Q5399743